# Редакционная независимость
Редакционная независимость (англ. Editorial independence) — свобода руководителей и сотрудников СМИ (редакции) в выборе тематики публикаций и методов работы, независимость от мнения контролирующих/надзирающих органов либо мнения владельца СМИ.
Именно этим параметром измеряется собственно независимость прессы.

## Исследование вопроса
По данным международного исследования среди редакторов Newsroom Barometer за 2008 год редакционной независимости угрожает прежде всего рекламодатель и собственник, то есть бизнес, а не государство:
Так, 26 % респондентов увидели её исходящей от акционеров, а 28 % увидели её в давления со стороны рекламодателей (итого 54 %).
Действительно, вопросы бизнеса и прибылей все больше становятся на пути принятия решений в редакционной политике, будь то вопросы сокращения штата, или управления содержанием. В тех регионах, где газеты давно и плотно вошли в финансовые рынки, таких как Западная Европа и особенно Северная Америка, давление со стороны акционеров — 35 % и 46 % соответственно. Это одновременно те регионы, где демократия и свободы прессы наиболее защищены, и потому политическое давление едва ли считалось серьёзной угрозой — его назвали 5 % и 10 % соответственно.
По тем же данным в странах Восточной Европы и Африки журналисты озабоченны зависимостью от акционеров (14 % и 21 % соответственно).
Только 9 % опасаются в контексте редакционной независимости так называемой «джинсы», то есть размещения заказных материалов.

## Редакционная независимость в России
В 2001 году журнал «Профиль» и 12 газет (в том числе «Московский комсомолец», «Новые известия», «Экономика и жизнь», «Время МН», «Время новостей», «Комсомольская правда», «Независимая газета», «Общая газета», «Вечерняя Москва», «Трибуна», «Российская газета», «Аргументы и факты») были разоблачены как СМИ, где за публикацию заказных статей принимают денежное вознаграждение (то есть практикуют т. н. «джинсу́»).
При этом принято считать, что основная угроза редакционной независимости в России исходит от власти.